# 오사키미나미촌
오사키미나미촌(大崎南村)은 일본 히로시마현 도요타군에 설치되었던 촌이다. 현재의 오사키카미지마정의 일부에 해당한다.